# Theatertechniek
Theatertechniek is de algemene benaming voor de technische middelen die nodig zijn om een theatervoorstelling te realiseren. In het theater is suggestie een belangrijk middel om het publiek mee te voeren in een andere wereld. Theatertechniek is erop gericht deze suggestie te versterken of anderszins te creëren.

## Lichttechniek
Lichttechniek bestaat uit het verzorgen van de theaterverlichting:
- het ophangen van theaterlampen op de juiste plaats in het theater en het eventueel aanbrengen van kleurenfilters, aan de hand van een lichtplan.
- het aanleggen van stroomvoorziening en bedieningskabels.
- het aansturen (aan en uit laten gaan en richten) van de theaterlampen tijdens de voorstelling.

Theaterbelichting kan de sfeer op het toneel enorm beïnvloeden. Kleurgebruik is daarbij van groot belang. Door middel van donkerblauwe filters kan bijvoorbeeld een nachtelijke sfeer bereikt worden, terwijl zachtgele filters het veel aannemelijker maken dat het gespeelde stuk op een zonnige dag plaatsvindt. Kleine nuances, bijna onmerkbaar voor het publiek, kunnen een bepaald effect dat de regisseur wil bereiken, versterken.
Lichtrichting is een ander belangrijk hulpmiddel. Of een lamp van bovenaf of van onderaf een acteur beschijnt, maakt veel uit voor de indruk die de acteur maakt op het publiek. Dansers worden vaak met licht van opzij beschenen, omdat zo de contouren van het lichaam van de danser goed uitkomen en het de bewegingen benadrukt.
Een theatervoorstelling werkt over het algemeen met een vast lichtplan, dat als de voorstelling op reis gaat, steeds weer wordt opgebouwd. Vaak reizen technici van het uitvoerende theatergezelschap mee en werken samen met technici van de ontvangende zaal om het lichtplan uit te voeren.

### Lichtontwerp
In principe wordt het ontwerp van een lichtplan gemaakt door een lichtontwerper, vaak ook (bij kleinere producties) door een lichttechnicus of door de regisseur (gebruikelijk bij amateurtheater). De lichtontwerper draagt na de montageperiode van het stuk zijn werk over aan de lichttechnicus, die alle benodigde techniek plaatst en ophangt én tijdens de voorstellingen de lichttafel bedient.
Een lichtplan is een technische tekening van de manier waarop de belichting gemaakt wordt door een lichtontwerper. In een lichtplan staat alle benodigde informatie om een belichting in te hangen en te stellen naar het idee en de wensen van de lichtontwerper, hierin staan meestal ook dingen als DMX-nummers en fixture-nummers, meestal is er ook een bekabelingsplan en een stellijst toegevoegd.
Enkele termen in de lichttechniek:
- Hangen - het ophangen van de lampen aan het grid of aan trekken
- Stellen - het afstellen van de lampen (scherpte, grootte van de bundel, richting van de bundel en afkadering van de bundel door flappen of barndoors.)
- Prikken (Hardpatchen) - het invoeren van de stekkers in de juiste contactpunten in de dimmers (die genummerd corresponderen met het lichtontwerp en de lichtstuurtafel)
- Programmeren - het instellen van de gewenste scènes met behulp van de lichttafel. Bij theater worden deze scènes vaak als cue aangeduid om deze in de volgorde van het script af te kunnen laten spelen.

## Geluidstechniek
Geluidstechniek in het theater dient veelal in de eerste plaats voor het versterken van het geluidniveau, dan wel om geluid/geluidseffecten toe te voegen zoals met soundscapes. De stemmen van acteurs, muziekinstrumenten en geluidsopnamen worden gemixt (d.i. in juiste verhouding samengevoegd) en via de luidsprekers ten gehore gebracht. Het geluid kan worden bewerkt door het toevoegen van effecten: zo kan met akoestische effecten de suggestie worden gewekt van een enorme hal of van een klein bezemhok.
De geluidstechnicus heeft tijdens een voorstelling veelal een vaste plaats achter het mengpaneel, maar kan - net als ten aanzien van andere technische aspecten - ook vooraf in de ontwerpfase betrokken worden bij de totstandkoming van een voorstelling.
Bij geluidstechniek wordt wel gebruik gemaakt van de volgende technische apparatuur: microfoons, zenders, ontvangers, mengtafels, geluidseffectenapparatuur en (laptop)computers met geluidsbewerkingsprogramma's zoals Ableton Live, Adobe Audition, Garageband, etc. De stemmen worden versterkt met headset zendertjes of bij kleine toneelverenigingen met condensatormicrofoons.

## Trekkeninstallatie
De installatie waaraan decordelen of belichting in een theater wordt opgehangen is een trekkeninstallatie (theatertechnische installatie voor het hangen en verticaal verplaatsen van lasten boven personen). Trekkeninstallaties worden in het ideale geval mechanisch aangedreven. De met de hand aangedreven trekkenwanden, handtrekken, zijn in de periode 1997-2005 in Nederland vrijwel allemaal vervangen. In België wenst men deze slag ook te maken zodat de overige handtrekken vervangen worden door geautomatiseerde, door elektromotoren aangedreven, systemen. Vooral voor de ergonomie van de theatertechnicus is deze automatisatieslag van belang. 
Trekken zijn hijswerktuigen die zijn bedoeld om puntlasten en lijnlasten mee te hijsen. De lastdrager van een trek is vrijwel altijd een stalen buis met een doorsnede van 48-52 millimeter. In een toneelhuis worden deze trekroedes met een onderlinge afstand van 20 centimeter in de breedterichting gemonteerd. Aan de buis worden doeken, schijnwerpers, en dergelijke bevestigd en gehesen. Gemechaniseerde trekken zijn vaak voorzien van een trekroede met 'dubbele ligger' met traliewerk. Omdat op deze wijze de doorbuiging verminderd wordt, kunnen er zwaardere lasten mee gehesen worden. 
Trekkeninstallaties moeten voldoen aan de regelgeving voor het hijsen boven personen. Dit betekent onder andere dat bij het ontwerp rekening gehouden moet worden met een verdubbeling van de industriële veiligheidsfactor. Tevens dient de installatie zo te zijn uitgevoerd dat het falen van een onderdeel nooit tot gevaarlijke situaties kan leiden, in de praktijk komt dit neer op 1 maal in de 114 jaar. Dit heeft tot gevolg dat belangrijke veiligheidscomponenten, zoals remmen, relais, opnemers en dergelijke, dubbel moeten worden uitgevoerd.

## Podiumtechniek
Podiumtechniek betreft de technische installaties in en om het podium van een theater. Zo kunnen er luiken en draaischijven in de toneelvloer verwerkt zijn. Manteaus, friezen, poten en andere afstoppingen worden in een lijsttheater gebruikt om de toneelopening te verkleinen en om bijvoorbeeld coulissen te maken en theaterlampen aan het oog te onttrekken.
Veel grotere theaters hebben hijsinstallaties in het toneelhuis. Deze heten 'theatertrekken'. Trekken bestaan vaak uit een lange metalen buizen die over de volle breedte van de toneelvloer hangen. Met een trek kunnen zowel puntlasten als lijnlasten gehesen worden.
Deze verschillende maatregelen zijn er allemaal op gericht om de zichtlijnen vrij te houden van alles wat het publiek niet te zien mag krijgen.

## Decortechniek

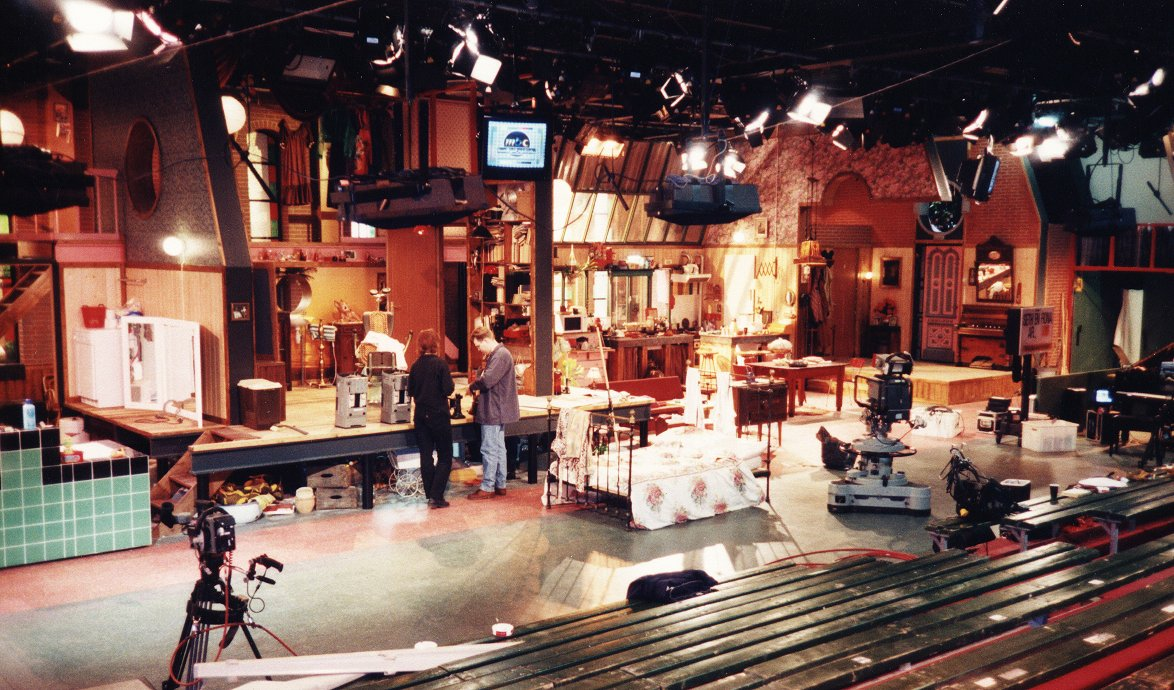
Het decor van Seth en Fiona, Paul de Leeuw's comedyserie (1994)

Met een decor wordt de plaats gemaakt waarin een theaterstuk zich afspeelt. Dit kan het nabootsen zijn van een ruimte zoals een kamer, maar kan ook een niet nader te benoemen omgeving zijn die meer een gevoel van het stuk weergeeft.
Meestal maakt een decorontwerper in overleg met de regisseur en met hulp van decorbouwers een aantal wanden (vakken) om bijvoorbeeld een kamer of kasteel aan te geven. Niet alleen wanden maar ook podia (prakken) en trappen kunnen toegepast worden. Door verschillende decoronderdelen te wisselen (changeren) ontstaan er verschillende scènes.
Dit changeren kan gedaan worden van links naar rechts of andersom (het zijtoneel op). Van voor naar achteren, (het achtertoneel op). Maar steeds vaker worden decorstukken de hoogte in gechangeerd (in de toneeltoren ook wel de kap genoemd). Hierbij verdwijnen de stukken vaak achter de 'friezen'. Dit zijn in de breedte opgehangen doeken.

## Pyrotechniek
Pyrotechniek is het toepassen van vuurwerk of ander vuur in het algemeen. In het theater is het gebruik van vuurwerk aan strenge regels gebonden. Meestal wordt pyrotechniek daarom toegepast in locatietheater - dat zich vaak in de buitenlucht afspeelt - om grootse, spectaculaire en dramatische effecten te bereiken.

## Veelgebruikte voorwerpen en termen in de theatertechniek

### Licht
- Filter - een velletje plastic of glas met een kleur die voor een lamp geplaatst kan worden zodat het licht de kleur Van de filter heeft
- F.O.H - Front of House; de plek waar de geluid/lichttafel staat. Dit is 'meestal' in het midden van de zaal
- Gobo - een plaatje dat de lichtstraal filtert tot een bepaald model (bijv. een ster of logo)

### Geluid
- F.O.H - Front of House; de plek waar de geluid/lichttafel staat. Dit is 'meestal' in het midden van de zaal

### Overig
- Changement - het wisselen van bijvoorbeeld decors tijdens de voorstelling
- Coulissen of poten - doeken aan de zijkant van het podium waar acteurs zich voor het publiek kunnen verbergen
- Fond - zwart achterdoek
- Fries -  horizontale doeken; deze worden gebruikt om eventuele lichttrekken en decortrekken mee te bedekken
- Gaffertape - plakband voor het vastzetten van kabels e.d.
- Hoofden - uitdrukking van de trekkenwandoperator als hij/zij een trek laat zakken. De mensen op de vloer weten dat ze op moeten letten want er komt een trek naar beneden
- Horizondoek -  wit achterdoek; kan door licht uit de horizonbakken beschenen worden
- Jardin en Cour - toneel links en rechts (voor de kijker)
- Kluiten - contragewicht van een hand-trekkenwand
- Koperen Kees - nulpunt van het theater. Bevindt zich in het midden van toneel, precies achter de portaalbrug
- Krommers en fitsen - spijkers en scharnieren, bijvoorbeeld om twee decordelen aan elkaar te zetten
- LX - trekken waarin licht komt te hangen. LX is de afkorting voor eLectriX
- Manteau - linker- en rechterkant van de toneellijst
- Poot - verticale doeken; deze worden gebruikt om de coulissen te vormen
- Portaalbrug - deze brug boven het podium verbindt de twee manteaus met elkaar
- Prik - elektrische spanning
- Proscenium - voortoneel
- Rideau - vroeger veel gebruikt om de sluiertrek of voordoek mee af te stoppen
- Roedeboei - twee halfcilindrische flappen die om een trek geklemd worden. Worden gebruikt om decorstukken mee vast te zetten.
- Sluiertrek - lichttrek tussen het voordoek en de portaalbrug
- Trekkenwand - handbediende of geautomatiseerde hijsinstallatie
- Truss - aluminiumprofiel dat gebruikt wordt als ophangsysteem voor licht-armaturen
- Willemjantje - rubber lusje met een haakje om kabels mee aan een trekroede te bevestigen
- Zaalbrug - hier hangt het licht in boven het publiek, hiermee wordt het toneel van voren aangelicht
- Zichtlijn - het zicht van het publiek, ten opzichte van het toneel

## Opleiding
Op mbo-niveau zijn er meerdere mogelijkheden om opgeleid te worden tot theatertechnicus, zoals in Utrecht (Instituut voor Audio- en Belichtingstechniek), Amsterdam, Ede, Rotterdam, Oostende, Heerlen en Eindhoven aan Grafische lycea en ROC's. 
Op hbo-niveau is de opleiding Design & Technologie (voorheen Techniek en Theater, OTT) aan de Amsterdamse Hogeschool voor de Kunsten de enige opleiding in Nederland waarbij studenten worden opgeleid tot leidinggevende en ontwerpende functies op het gebied van de Theatertechniek.
In Vlaanderen bestaat op het niveau Technisch secundair onderwijs 2e graad en 3e graad van het middelbaar studierichting: podiumtechnieken. De richting behandelt alle technische aspecten voor theater (maar ook voor festival-podia): klank, belichting, ondersteunende videoschermen, onder- of boventiteling en andere technische kunstgrepen als bijvoorbeeld "mist". Gezien de evolutie naar automatisering en digitalisering, vooral sedert begin 21e eeuw, leunt de studierichting nauw aan bij elektronica. De studierichting wordt door een zestal scholen verzorgd. In Oostende kan dit al vanaf het 3e jaar. In de Kunsthumaniora Brussel kan men de richting volgen vanaf het 5e jaar.
Op het niveau hoger onderwijs biedt het RITS in Brussel een gespecialiseerde professionele Bachelor Podiumtechnieken. Deze opleiding is sterk theatergericht, en bestaat behalve uit technische vorming (licht, geluid en decor) voor een belangrijk deel uit inhoudelijk artistieke vorming (theatergeschiedenis, tekstanalyse en samenwerken op artistiek vlak).